# والامیتیاوا
والامیتیاوا (به لاتین: Valamitiyawa) یک منطقهٔ مسکونی در سری‌لانکا است که در استان جنوبی (سری‌لانکا) واقع شده‌است.